# اولرتون
اولرتون (به انگلیسی: Ollerton) یک شهرک در بریتانیا است که در انگلستان واقع شده‌است. اولرتون ۹٬۸۴۰ نفر جمعیت دارد.